# HAT-P-29
HAT-P-29は、ペルセウス座の恒星で12等星。太陽系外惑星が発見されている。

## 概要
F8のスペクトルを持ち、ガイア計画で観測された年周視差によると地球から約1030光年の位置にある。
2011年、HATネット（Hungarian Automated Telescope Network, ハンガリー自動望遠鏡ネットワーク）が2008年から2011年にかけて行ったトランジット法による探査で、木星質量の0.8倍前後の質量を持つ太陽系外惑星HAT-P-29bが発見された。
| 名称 （恒星に近い順） | 質量                  | 軌道長半径 （天文単位） | 公転周期 (日)       | 軌道離心率    | 軌道傾斜角      | 半径                   |
| --------------------- | --------------------- | ----------------------- | ------------------- | ------------- | --------------- | ---------------------- |
| b                     | 0.778 +0.076 −0.04 MJ | 0.0667 ± 0.0008         | 5.723186 ± 0.000049 | 0.095 ± 0.047 | 87.1 +0.5 −0.7° | 1.107 +0.136 −0.082 RJ |

## 名称
2019年、世界中の全ての国または地域に1つの系外惑星系を命名する機会を提供する「IAU100 Name ExoWorldsプロジェクト」において、HAT-P-29 と HAT-P-29b はデンマーク王国に割り当てられる系外惑星系となった。このプロジェクトは、「国際天文学連合100周年事業」の一環として計画されたイベントの1つで、デンマーク国内での選考、国際天文学連合 (IAU) への提案を経て太陽系外惑星とその主星に固有名が承認されるものであった。2019年12月17日、IAUから最終結果が公表され、HAT-P-29はMuspelheim、HAT-P-29 bはSurtと命名された。これらは北欧神話に登場する炎の領域ムスペルヘイムに由来する名称が付けられた。Muspelheimは炎の領域ムスペルヘイムそのものにちなんでおり、神々はムスペルヘイムの火花から太陽や月、星々を作ったとされる。Surtは、ムスペルヘイムに住み、世界の終末ラグナロクではこの世界への攻撃を率いて世界を焼き尽くすとされる炎の巨人スルトにちなんでいる。